# Todo tiempo
En aviación, todo tiempo se refiere a la capacidad de una aeronave para operar bajo cualquier circunstancia meteorológica, de día o de noche. El término generalmente se utiliza en aviones de combate.
Para poder realizar su misión en cualquier condición, el avión debe disponer de instrumentos que posibiliten a la tripulación volar bajo reglas de vuelo instrumental, es decir, sin ninguna referencia visual externa. Además, los misiles, bombas y sistemas han de estar preparados para utilizarse en condiciones meteorológicas adversas.
Los cazas y bombarderos modernos disponen de esta capacidad, como los que se listan a continuación:
- F-16 Fighting Falcon (año 1978)

- Boeing F/A-18 Super Hornet (1999)
- Lockheed Martin F-22 Raptor (2005)
- Lockheed Martin F-35 Lightning II (2015)
- Mikoyan MiG-35 (2019)

- Datos: Q6147967